# Daniel Kientzy
Daniel Kientzy (* 1951 in Périgueux) ist ein französischer Saxophonist.

## Leben
Kientzy spielte als Jugendlicher Gitarre in verschiedenen Tanz- und Popbands, bevor er am Konservatorium von Limoges die Saxophonklasse von René Decouais besuchte. Im Conservatoire de Paris erhielt er Erste Preise in den Fächern Saxophon und Kammermusik. Daneben beschäftigte er sich auch mit historischen Instrumenten wie dem Krummhorn, der Gambe und der Sackpfeife und gründete das Ensemble Musica Ficta mit dem er Musik des Mittelalters, der Renaissance und des Frühbarocks aufführte. Später studierte er noch Akustik, Elektroakustik, Aufnahmetechnik und Signalverarbeitung.
Seit Ende der 1970er Jahre profilierte sich Kientzy, der sämtliche Instrumente der Saxophonfamilie beherrscht, zu einem wichtigen Interpreten zeitgenössischer Saxophonmusik. Für ihn wurden mehr als 400 Kompositionen geschrieben, und seine Diskographie umfasst über 70 Alben.
Mit Reina Portuondo bildet er das Meta Duo, das sich der Verbindung von instrumentaler mit elektroakustischer Musik widmet. Über das Saxophonspiel verfasste er das Lehrbuch Saxologie.

## Auszeichnungen
1982 erhielt er den Grand Prix der SACEM, 1992 wurde er Chevalier des Arts et des Lettres und die Union der Komponisten Rumäniens zeichnete ihn 1991 und 2007 für seine Interpretation von Werken rumänischer Komponisten aus.